# توحيد جزر ساموا

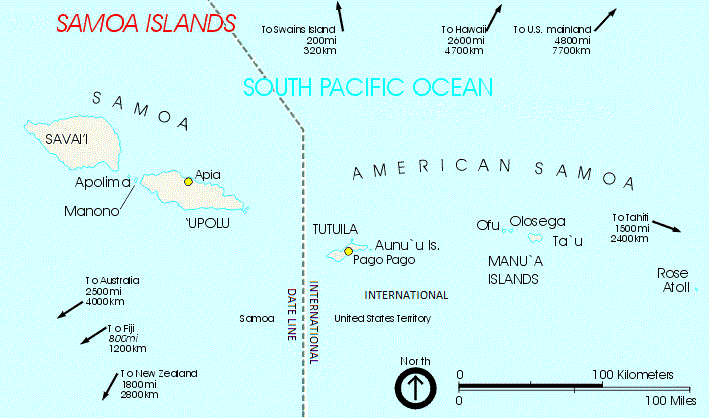
جزر ساموا؛ في الغرب و في الشرق.

لقد أثيرت قضية الاتحاد السياسي (أو إعادة توحيد) ساموا (أو ساموا الغربية)، وهي دولة مستقلة، وساموا الأمريكية (أو ساموا الشرقية)، وهي إقليم أمريكي، منذ النصف الأول من القرن العشرين، بعد تقسيم المناطق من قبل القوى العظمى (انظر الاتفاقية الثلاثية) أو أبكر: فقد رغبت ساموا الغربية في عام 1919 في الاتحاد مع ساموا الأمريكية. كلا الجزئين من جزر ساموا ويشتركان في العرق والثقافة. ومع ذلك تم دمج الجزر الغربية كإقليم ساموا الغربية تحت الإدارة البريطانية من 1920-1946 وإدارة نيوزيلندا من ذلك الحين حتى عام 1962. لقد تأسست اللجنة الاستشارية بين السامويين عام 1955 لتعزيز التعاون بين البلدين. قال ريتشارد باريت لوي، حاكم ساموا الأمريكية (1953-1956)، أنه تقرر عدم إعادة التوحيد مع ساموا الغربية في اللجنة. وفي عام 1969، رفضت لجنة سياسية في ساموا الأمريكية التوحيد مع ساموا المستقلة.
توجد مشاعر مؤيدة للوحدة وضدها بدرجات متفاوتة. جادل بعض القادة السياسيين في ساموا الغربية في أن تصبح ساموا الغربية إقليمًا أمريكيًا، وبعضهم جادل من أجل إعادة التوحيد في المستقبل مع ساموا الشرقية. ومع أن لدى سكان ساموا الأمريكية هوية وطنية ساموية قوية، فإنه لا توجد حركة كبيرة نحو الاستقلال أو إعادة التوحيد مع ساموا الغربية. احتجت ساموا الأمريكية على تغيير اسم ساموا الغربية إلى «ساموا» في عام 1997 لمنع تضمين سلطة ساموا الغربية على جزر ساموا بما في ذلك جزر ساموا الشرقية التي هي جزء من ساموا الأمريكية.

## روابط خارجية
- Andre Vltchek (2008). "A Tale of Two Samoas". FPIF. مؤرشف من الأصل في 2019-04-10.
- Tupuola Terry Tavita (13 يوليو 2014). "I don't support unification, says PM". Savali. مؤرشف من الأصل في 2017-11-30.